# Слессор, Эллиот
Эллиот Слессор (англ. Elliot Slessor; род. 1994) — английский профессиональный игрок в снукер.

## Биография и карьера
Родился 4 августа 1994 года.
В мае 2013 года квалифицировался в мэйн тур сезонов 2013/14 и 2014/15 в качестве одного из четырёх полуфиналистов мероприятия Q School.
Достижения в карьере:
- Euro Players Tour Championship 3 (2014—2015) — 1/16 финала.
- Asian Players Tour Championship 3 (2014—2015) — 1/8 финала.
- China Open 2015 — 1/16 финала.
- Indian Open 2017 — четвертьфиналист.
- Northern Ireland Open 2017 — полуфиналист.
- Scottish Open 2017 — 1/8 финала.
- China Open 2018 — 1/16 финала.
- European Masters 2018 — 1/16 финала.